# Talwandi Bhai
Talwandi Bhai är en ort i Indien.   Den ligger i distriktet Ferozepur och delstaten Punjab, i den norra delen av landet, 300 km nordväst om huvudstaden New Delhi. Talwandi Bhai ligger 211 meter över havet och antalet invånare är 16 391.
Terrängen runt Talwandi Bhai är mycket platt. Runt Talwandi Bhai är det tätbefolkat, med 397 invånare per kvadratkilometer. Närmaste större samhälle är Zira, 13,8 km norr om Talwandi Bhai. Trakten runt Talwandi Bhai består till största delen av jordbruksmark.